# Lasioglossum exiguiforme
Lasioglossum exiguiforme är en biart som först beskrevs av Ellis 1914.  Lasioglossum exiguiforme ingår i släktet smalbin, och familjen vägbin. Inga underarter finns listade i Catalogue of Life.